# Zapardiel de la Cañada
Zapardiel de la Cañada es un municipio español de la provincia de Ávila, en la comunidad autónoma de Castilla y León. Pertenece al partido judicial de Piedrahíta.

## Geografía
Tiene 149 habitantes y se encuentra situado a 70 km de la capital de la provincia, en la comarca de La Serrezuela. Su superficie total es de 40 km² y está a una altitud media de 1148 m s. n. m. En el año 2020, el municipio cuenta con 97 habitantes según el INE.
Dentro de su término se encuentran la dehesa de Castellanos de la Cañada, donde se encuentra la Fuente de Santa Teresa y la dehesa de Serranos de la Torre, donde se conserva semi-derruido el Castillo de Serranos de la Torre, (Torreón-Castillo) del siglo XV, mandado construir por el obispo Fray Lope de Barrientos.

## Historia
Por el “Fuero de Ávila y sus Tierras” de Alfonso XI (1311-1350), se otorga a la Aldea de Zapardiel de la Cañada el rango de “Realengo, pedanía y de señorío concejil”.
Con motivo del pleito contra Pedro de Barrientos, que pretendía adueñarse de los terrenos de Zapardiel de la Cañada, los lugareños piden ayuda a los Reyes Católicos, quienes responden y dan la razón los lugareños, como se puede comprobar en las tres cartas que en los años 1488 y 1492, los Reyes Católicos envían al Pueblo.
Por el municipio transcurre la Cañada Real Soriana Occidental. Desde Pascualcobo y a través de la dehesa de Castellanos de la Cañada, se abre camino por las Casas de Castellanos de la Torre y la puerta de Castellanos, hasta el pueblo, entrando por Las Cercas, para atravesar Zapardiel de la Cañada, por la calle Real, donde se conserva la fachada y el arco del pequeño Hospital que en el siglo XIV hizo construir el Real Concejo de La Mesta. Finalmente y pasando junto a la actual iglesia, que data de la segunda mitad del siglo XVI, la Cañada Real de dirige hacia Arevalillo siguiendo su camino hacia el sur.

## Demografía
Zapardiel de la Cañada cuenta con una población de 84 habitantes (INE 2024).
| Gráfica de evolución demográfica de Zapardiel de la Cañada entre 1842 y 2021                                          |
| |
| Población de derecho según los censos de población del INE. Población de hecho según los censos de población del INE. |

## Monumentos y lugares de interés
La primera iglesia del pueblo estaba construida entre las calles Real y de la iglesia en la parte en que ambas convergen. La iglesia actual se construye en la segunda mitad del siglo XVI. Ampliada y reformada en el año 1723. Está consagrada a la Aparición de San Miguel, cuya festividad es el 8 de mayo.
Bajo la torre actual se conserva la torre anterior. 